# 剧本

剧本样本，展示对话和动作描述

剧本又称脚本（／），是编剧为电影、电视节目或电子游戏所写的书面作品。剧本是由“何时、何地、谁”组成的具有设计图作用的文本。与小说形式不同。这些剧本可以是原创作品，也可以改编自现有的作品。其中还对人物的动作、行为、表情和对话进行了叙述。为电视剧写的剧本也被称为电视剧本（teleplay）。
剧本的写作，最重要的是能够被舞台上搬演，戏剧文本不算是艺术的完成，只能說完成了一半，用於舞台演出才是最终艺术的呈现，稱為「腳本」（即「演出文本」或「演出本」）。历代文人中，也有人创作过不适合舞台演出，甚至根本不能演出的剧本，这类的戏剧文本则称为「案头戏」（也叫「书斋剧」）。而好的劇本，能夠具備適合閱讀，也可能創造傑出舞台表演的雙重價值。
一部可以在舞台上搬演的劇本原著，還是需要在每一次不同舞台、不同表演者的需求下，做適度的修改，以符合實際的需要，因此，舞台工作者會修改出一份不同於原著，有著詳細註記、標出在劇本中某個段落應該如何演出的工作用的劇本，這樣的劇本叫做「提詞簿」或「演出本」、「台本」（promptbook）。此外，劇本是完整的演出腳本，有另外一種簡單的舞台演出腳本只有簡短的劇情大綱，實際的對白與演出，多靠演員在場上臨場發揮，而這一種腳本則稱為是「幕表」。

## 創作者
劇本的創作者叫做「編劇」，或尊稱為「劇作家」。日本則稱作「腳本家」。

## 内容
剧本是指在一定的戏剧性结构中，展现一个故事的整体，包括人物角色、冲突、场景、场次、对话、动作、情节、事件、音乐等，但它与一般的故事不同，剧本主要由人物对话（台詞或唱詞）和舞台提示组成。舞台提示一般指出人物说话的语气、说话时的动作，或人物上下场、指出场景或其它效果变换等。
一个典型的剧本例子如下：
内景。天刚亮。
王妈进入室内，放下各种碗碟，端着一碗热粥，走到小姐身边。
王妈：（小心翼翼地）小姐，您还是得注意身子，就吃点東西吧。
小姐：（把碗砸在地上）不吃，我就是不吃。
王妈:  ......

## 结构
一部較長的劇本，往往會由許多不同的段落所組成，而在不同種類的戲劇中，會使用不同的單位區分段落。在西方的戲劇中，普遍使用「幕」（Act）作為大的單位，在「幕」之下再區分成許多小的「景」（scene）。中國的元代雜劇以「折」為單位，南戲則是以「出」為單位，代表的是演員的出入場順序，而在明代文人的創造後，將「出」改為較為複雜的「齣」。
剧本的结构一般可分为“开端、发展、转折、高潮、再高潮、结局”。
当然根据编剧技巧的不同，结构还会变化。如“佳构剧”。

## 分类
按照应用范围，可分为：
1. 话剧剧本
2. 电影剧本
3. 电视剧剧本
4. 動畫劇本
5. 遊戲劇本
6. 其他

按剧本题材，又可分为
喜剧、悲剧、历史剧、家庭伦理剧、惊悚剧等等。

## 腳本典故
公牍或书稿的底本
- 《西游补》第九回：“犯鬼有箇朝臣脚本，时时藏在袖中。”
- 清 彭元瑞知圣道斋读书跋·尽忠录》：“﹝季沧苇﹞以是书见贻，朱墨皆 荆川 笔云。细阅书中绝无批评，但有圈抹，不得其读书之意。既取 荆川 《右编》勘之，圈者皆入《右编》，抹者节去，始知即其纂《右编》时脚本。”

表演戏剧、曲艺，摄制电影等所依据的本子，载有台词、故事情节等
- 清 李渔 《比目鱼·联班》：“又兼我记性极高，当初学戏的时节，把生、旦的脚本都念熟了。”
- 清 孔尚任 《桃花扇·选优》：“你就在这 薰风殿 中，把《燕子笺》脚本，三日念会，好去入班。”
- 孙犁 《秀露集·戏的梦》：“但是现在，我身不由主，我不得不参加这个京剧脚本的讨论。”